# 兵庫県道444号中三河佐用線
兵庫県道444号中三河佐用線（ひょうごけんどう444ごう なかみかわさようせん）は、兵庫県佐用郡佐用町を通る一般県道である。

## 概要
佐用郡佐用町中三河から佐用郡佐用町宗行（むねゆき）に至る。

### 路線データ
- 起点：佐用郡佐用町中三河（鳥取県道・兵庫県道72号若桜下三河線交点）
- 終点：佐用郡佐用町宗行（国道373号交点）
- 総延長：7.530 km

## 地理

### 通過する自治体
- 佐用郡佐用町

### 交差する道路
| 交差する道路                       | 交差する場所     | 交差する場所 |
| ---------------------------------- | ---------------- | ------------ |
| 鳥取県道・兵庫県道72号若桜下三河線 | 中三河           | 起点         |
| 国道373号                          | 宗行（むねゆき） | 終点         |

### 沿線
- たつの警察署 中三河駐在所（起点付近）
- 千種川
- 佐用川